# 羅素-林尼爾彗星
羅素·林尼爾彗星（156P/Russell-LINEAR, 2000 QD181）是一顆週期彗星，由澳洲天文學家肯尼斯·羅素及美國LINEAR小組於2000年8月31日共同發現。最初該天體被認為是一小行星，及後證實為一彗星。
經計算，該彗星的公轉週期為6.84年。